# Patmos (Arkansas)
Patmos è un comune degli Stati Uniti d'America, situato in Arkansas, nella contea di Hempstead. Nel censimento del 2010 la popolazione era di 64 abitanti. Porta lo stesso nome dell'isola greca di Patmos.
Patmos fa parte dell'Area Statistica Micropolitana Hope.

## Geografia
Patmos si trova nel sud della contea di Hempstead. L'Arkansas Highway 355 passa attraverso la città, conducendo a sud-est per 26 miglia (42 km) a Waldo e a ovest e poi a nord per 10 miglia (16 km) a Spring Hill. Hope, il capoluogo della contea di Hempstead, si trova a 12 miglia (19 km) a nord di Patmos via Patmos Road.
Secondo l'Ufficio del Censimento degli Stati Uniti, la città ha un'area totale di 0,3 km², tutti terreni.

## Demografia
Secondo il censimento del 2000, c'erano 61 abitanti, 21 nuclei familiari e 17 famiglie residenti in città. La densità di popolazione era di 196,3/km2 (506,0/mi2). C'erano 26 unità abitative con una densità media di 83,7/km2 (215,7/mi2). La composizione etnica della città era composta per il 93,44% da bianchi, per l'1,64% da altre razze e per il 4,92% da due o più razze. L'1,64% della popolazione era ispanica o latina di qualsiasi razza.
C'erano 21 nuclei familiari, di cui il 42,9% aveva figli di età inferiore ai 18 anni che vivevano con loro, l'81,0% erano coppie sposate che vivevano insieme e il 14,3% erano non-famiglie. Il 14,3% di tutti i nuclei familiari era composto da individui e il 9,5% aveva qualcuno che viveva da solo di età pari o superiore a 65 anni. La dimensione media di un nucleo familiare era di 2,90 e la dimensione media di una famiglia era di 3,22.
La popolazione era distribuita tra loro, con il 26,2% sotto i 18 anni, il 6,6% tra i 18 e i 24, il 34,4% tra i 25 e i 44, il 18,0% tra i 45 e i 64 e il 14,8% dai 65 anni in su. L'età media della popolazione era di 37 anni. Per ogni 100 donne residenti vivevano 90,6 maschi. Per ogni 100 donne dai 18 anni in su, c'erano 114,3 maschi.
Il reddito medio di un nucleo familiare era di 43.500 $, mentre il reddito medio di una famiglia era di 44.000 $. I maschi avevano un reddito medio di $16.875 contro i $15.000 delle femmine. Il reddito pro capite della città era di 13.597 dollari. Non c'erano famiglie e il 3,4% della popolazione viveva al di sotto della soglia di povertà, di cui non c'erano meno di diciotto anni e nessuno di quelli sopra i 64 anni.

## Istruzione
Si trova all'interno del distretto scolastico di Hope. Gestisce la Hope High School.
Nel 1979 il distretto scolastico di Patmos si fuse con il distretto scolastico di Hope.